# National Women's Hall of Fame

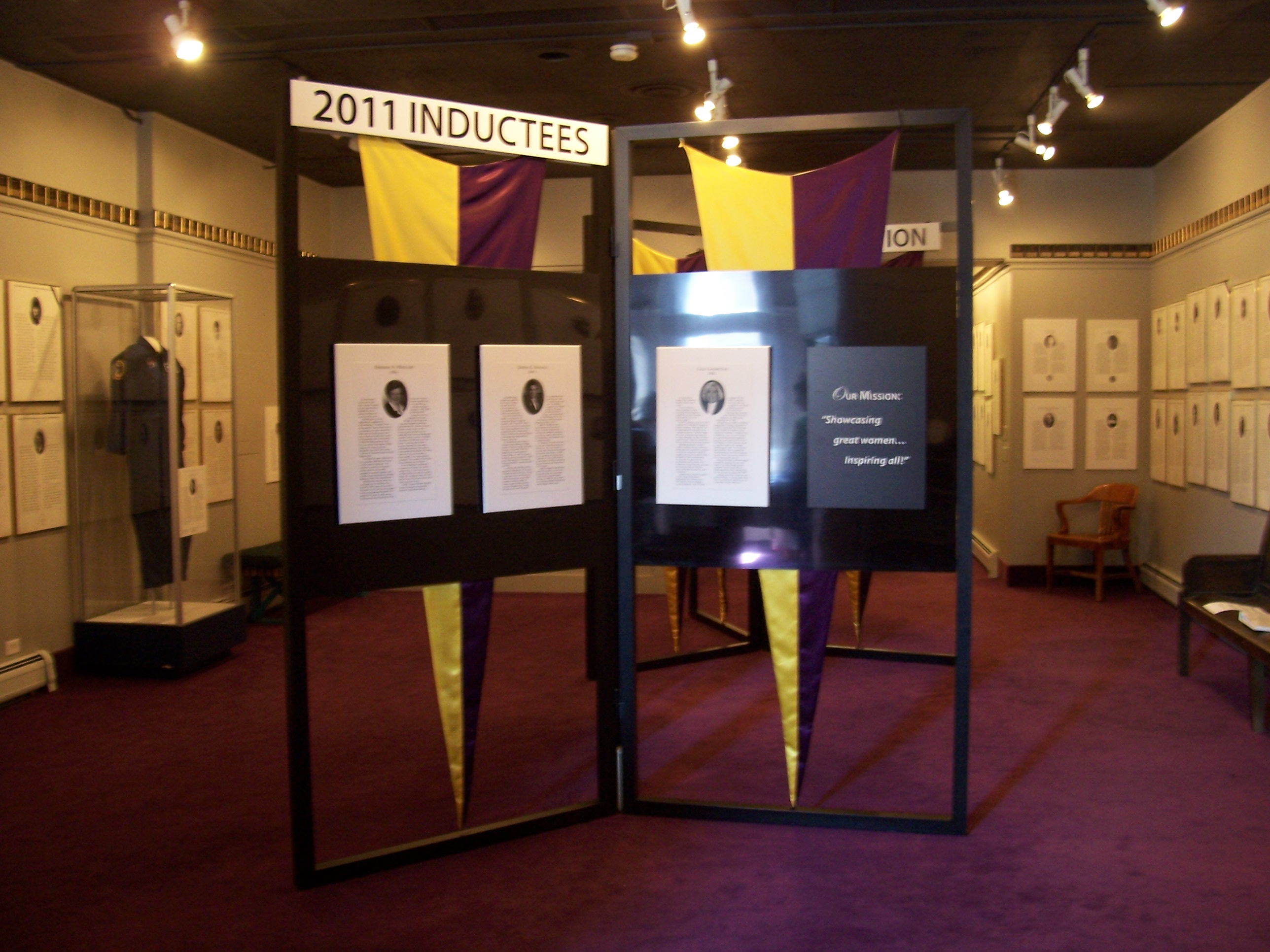
Interieur van de Hall of Fame.

De National Women's Hall of Fame is een eerbetoon aan Amerikaanse vrouwen die zich hebben onderscheiden op het gebied van kunst, cultuur, wetenschap, politiek, zakenleven of sport. De National Women's Hall of Fame werd in 1969 opgericht door bewoners van Seneca Falls in de staat New York. Het plaatsje Seneca Falls heeft een speciale historische betekenis omdat daar in 1848 de eerste conventie over vrouwenrechten in de Verenigde Staten plaatsvond.
De National Women's Hall of Fame selecteert de leden van de erelijst op basis van de maatschappelijke veranderingen die zij hebben teweeggebracht op sociaal, cultureel of economisch gebied, evenals de nationale of globale invloed van hun werk en de historische betekenis ervan. Vertegenwoordigers van het hele land en organisaties met uiteenlopende expertise worden bij de selectieprocedure betrokken.
Aanvankelijk was de National Women's Hall of Fame gehuisvest op de campus van het Eisenhower College in Seneca Falls. In 1979 verhuisde de permanente expositie en de kantoren naar een gerenoveerd bankgebouw in het historische centrum van Seneca Falls.

## Lijst van Amerikanen opgenomen in deNational Women's Hall of Fame

### A–J
- Faye Glenn Abdellah
- Bella Abzug
- Abigail Adams
- Jane Addams
- Madeleine Albright
- Tenley Albright
- Louisa May Alcott
- Florence Ellinwood Allen
- Gloria Allred
- Linda Alvarado
- Dorothy H. Andersen
- Marian Anderson
- Ethel Percy Andrus
- Maya Angelou
- Susan B. Anthony
- Virginia Apgar
- Ella Baker
- Lucille Ball
- Ann Bancroft
- Clara Barton
- Eleanor K. Baum
- Ruth Fulton Benedict
- Mary McLeod Bethune
- Antoinette Blackwell
- Elizabeth Blackwell
- Emily Blackwell
- Amelia Bloomer
- Nellie Bly
- Louise Bourgeois
- Margaret Bourke-White
- Lydia Moss Bradley
- Myra Bradwell
- Mary Carson Breckinridge
- Nancy Brinker
- Gwendolyn Brooks
- Pearl S. Buck
- Betty Bumpers
- Charlotte Bunch
- St. Frances Xavier Cabrini
- Mary Steichen Calderone
- Annie Jump Cannon
- Rachel Carson
- Eleanor Rosalynn Smith Carter
- Mary Ann Shadd Cary
- Mary Cassatt
- Willa Cather
- Carrie Chapman Catt
- Julia Child
- Lydia Maria Child
- Shirley Chisholm
- Hillary Clinton
- Jacqueline Cochran
- Mildred Cohn
- Bessie Coleman
- Eileen Collins
- Ruth Colvin
- Rita Rossi Colwell
- Joan Ganz Cooney
- Mother Marianne Cope
- Gerty Theresa Radnitz Cori
- Jane Cunningham Croly
- Matilda Cuomo
- Angela Davis
- Paulina Kellogg Wright Davis
- Dorothy Day
- Marian de Forest
- Donna de Varona
- Karen DeCrow
- Sarah Deer
- Emma Smith DeVoe
- Emily Dickinson
- Dorothea Dix
- Elizabeth Hanford Dole
- Marjory Stoneman Douglas
- St. Katharine Drexel
- Anne Dallas Dudley
- Mary Barret Dyer
- Kathleen Eagan
- Amelia Earhart
- Sylvia A. Earle
- Catherine Shipe East
- Crystal Eastman
- Mary Baker Eddy
- Marian Wright Edelman
- Gertrude Ederle
- Gertrude Belle Elion
- Dorothy Harrison Eustis
- Alice C. Evans
- Geraldine Ferraro
- Ella Fitzgerald
- Jane Fonda
- Betty Ford
- Helen Murray Free
- Betty Friedan
- Margaret Fuller
- Matilda Joslyn Gage
- Ina May Gaskin
- Althea Gibson
- Lillian Moller Gilbreth
- Charlotte Perkins Gilman
- Ruth Bader Ginsburg
- Katharine Graham
- Martha Graham
- Temple Grandin
- Linda Grant DePauw
- Ella T. Grasso
- Marcia Greenberger
- Martha Wright Griffiths
- Sarah Grimké
- Angelina Emily Grimke Weld
- Mary Hallaren
- Fannie Lou Hamer
- Alice Hamilton
- Lorraine Hansberry
- Martha Matilda Harper
- Patricia Roberts Harris
- Helen Hayes
- Dorothy Height
- Beatrice Hicks
- Oveta Culp Hobby
- Barbara Holdridge
- Billie Holiday
- Wilhelmina Cole Holladay
- Jeanne Holm
- Bertha Holt
- Grace Murray Hopper
- Julia Ward Howe
- Dolores Huerta
- Helen LaKelly Hunt
- Swanee Hunt
- Zora Neale Hurston
- Anne Hutchinson
- Barbara Iglewski
- Shirley Ann Jackson
- Victoria Jackson
- Mary Jacobi
- Frances Wisebart Jacobs
- Mae Jemison
- Mary Harris Jones
- Barbara Jordan

### K–Z
- Helen Keller
- Leontine T. Kelly
- Susan Kelly-Dreiss
- Frances Oldham Kelsey
- Nannerl Keohane
- Jean Kilbourne
- Billie Jean King
- Coretta Scott King
- Julie Krone
- Elisabeth Kübler-Ross
- Maggie Kuhn
- Stephanie L. Kwolek
- Susette La Flesche
- Winona LaDuke
- Carlotta Walls LaNier
- Dorothea Lange
- Sherry Lansing
- Allie B. Latimer
- Emma Lazarus
- Lilly Ledbetter
- Mildred Robbins Leet
- Maya Lin
- Anne Morrow Lindbergh
- Patricia Locke
- Belva Lockwood
- Juliette Gordon Low
- Clare Boothe Luce
- Shannon W. Lucid
- Mary Lyon
- Mary Mahoney
- Nicole Malachowski
- Wilma Mankiller
- Philippa Marrack
- Maria Goeppert Mayer
- Barbara McClintock
- Katharine Dexter McCormick
- Louise McManus
- Margaret Mead
- Barbara Mikulski
- Kate Millett
- Patsy Takemoto Mink
- Maria Mitchell
- Constance Baker Motley
- Lucretia Mott
- Kate Mullany
- Aimee Mullins
- Carol Mutter
- Antonia Novello
- Sandra Day O'Connor
- Georgia O'Keeffe
- Rose O'Neill
- Annie Oakley
- Rosa Parks
- Ruth Patrick
- Alice Paul
- Nancy Pelosi
- Mary Engle Pennington
- Frances Perkins
- Rebecca Talbot Perkins
- Esther Peterson
- Judith L. Pipher
- Jeannette Rankin
- Janet Reno
- Ellen Swallow Richards
- Linda Richards
- Sally Ride
- Rozanne L. Ridgway
- Edith Nourse Rogers
- Mary Joseph Rogers
- Eleanor Roosevelt
- Ernestine Louise Potowski Rose
- Elaine Roulet
- Janet Rowley
- Wilma Rudolph
- Josephine St. Pierre Ruffin
- Mary Harriman Rumsey
- Florence Sabin
- Sacagawea
- Bernice Sandler
- Margaret Sanger
- Katherine Siva Saubel
- Betty Bone Schiess
- Patricia Schroeder
- Anna Schwartz
- Felice N. Schwartz
- Blanche Stuart Scott
- Florence B. Seibert
- Elizabeth Bayley Seton
- Donna Shalala
- Anna Howard Shaw
- Catherine Filene Shouse
- Eunice Mary Kennedy Shriver
- Muriel Siebert
- Beverly Sills
- Louise Slaughter
- Eleanor Smeal
- Bessie Smith
- Margaret Chase Smith
- Sophia Smith
- Hannah Greenebaum Solomon
- Susan Solomon
- Sonia Sotomayor
- Laurie Spiegel
- Elizabeth Cady Stanton
- Gloria Steinem
- Helen Stephens
- Nettie Stevens
- Lucy Stone
- Kate Stoneman
- Harriet Beecher Stowe
- Harriet Williams Russell Strong
- Anne Sullivan
- Kathrine Switzer
- Henrietta Szold
- Mary Burnett Talbert
- Maria Tallchief
- Ida Tarbell
- Helen Brooke Taussig
- Sojourner Truth
- Harriet Tubman
- Wilma Vaught
- Diane von Furstenberg
- Florence Schorske Wald
- Lillian Wald
- Madam C. J. Walker
- Mary Edwards Walker
- Emily Howell Warner
- Mercy Otis Warren
- Alice Waters
- Faye Wattleton
- Annie Dodge Wauneka
- Ida Wells-Barnett
- Eudora Welty
- Edith Wharton
- Sheila E. Widnall
- Emma Willard
- Frances Willard
- Oprah Winfrey
- Sarah Winnemucca
- Victoria Woodhull
- Flossie Wong-Staal
- Fanny Wright
- Martha Coffin Pelham Wright
- Chien-Shiung Wu
- Rosalyn Yalow
- Gloria Yerkovich
- Mildred "Babe" Didrikson Zaharias